# Имбоден, Урс
У́рс Имбо́ден (нем. Urs Imboden ; 7 января 1975, Санта-Мария-Валь-Мюстаир) — швейцарский и молдавский горнолыжник, выступавший в слаломе, участник двух Олимпийских игр.

## Биография
Урс Имбоден дебютировал на Кубке мира в январе 1999 года в составе швейцарской команды. Свой первый этап — слалом в Венгене он завершить не смог. Первые очки в Кубке мира набрал в конце 1998 года, на этапе в Аспене, где показал 25-й результат в слаломе.
В 2002 году принимал участие в Олимпийских играх, где показал пятое место в слаломе, что стало для него лучим результатом в карьере.
Из-за того, что в 2005 году Имбоден перестал попадать в сборную Швейцарии, он принял решение сменить гражданство. С тех пор он выступает под флагом Молдавии. За эту страну Урс выступил в слаломе на Олимпиаде в Ванкувере, но не смог завершить даже первую попытку.
За свою карьеру участвовал в пяти чемпионатах мира. Лучшим результатом Имбодена на мировых первенствах стала девятая позиция в слаломе на чемпионате мира в 2009 году.
Завершил карьеру в 2011 году.